# Copa Libertadores 2010
Ročník 2010 Poháru osvoboditelů (španělsky Copa Libertadores) byl 51. ročníkem klubové soutěže pro nejlepší jihoamerické fotbalové týmy. Vítězem se stal tým Internacional, který tak postoupil na Mistrovství světa ve fotbale klubů 2010.

## Účastníci
Účastnilo se 5 týmů z Argentiny a 5 z Brazílie. Dále argentinský Estudiantes, obhájce titulu. Z ostatních členských zemí CONMEBOL se účastnily 3 týmy. Byly také pozvány 3 týmy z Mexika, které je členem CONCACAF. Nejhůře umístěné týmy jednotlivých zemí se účastnily předkola.

## Předkolo
Úvodní zápasy hrány v termínu kolem 27. ledna, odvety kolem 5. února.
| Domácí v 1. zápase   | Celkem         | Hosté v 1. zápase       | 1. zápas | 2. zápas |
| -------------------- | -------------- | ----------------------- | -------- | -------- |
| Deportivo Táchira FC | 2:3            | Club Libertad           | 1:0      | 1:3      |
| Juan Aurich          | 4:1            | CD Estudiantes Tecos    | 2:0      | 2:1      |
| CA Colón             | 5:5 (3:5 pen.) | CD Universidad Católica | 3:2      | 2:3      |
| Club Real Potosí     | 1:8            | Cruzeiro                | 1:1      | 0:7      |
| CA Newell's Old Boys | 1:2            | CS Emelec               | 0:0      | 1:2      |
| Atlético Junior      | 2:4            | Racing Club Montevideo  | 2:2      | 0:2      |

## Základní skupiny
Skupinová fáze se hrála od 9. února do 22. dubna 2010. Vítězové skupin a šestice nejlepších na druhých místech postoupili do osmifinále.
|  | Tým postoupil do osmifinále. |

### Skupina 1
| Tým                    | Z | V | R | P | VG | IG | +/- | B  |
| ---------------------- | - | - | - | - | -- | -- | --- | -- |
| Corinthians            | 6 | 5 | 1 | 0 | 9  | 3  | +6  | 16 |
| Racing                 | 6 | 2 | 2 | 2 | 4  | 5  | −1  | 8  |
| Independiente Medellín | 6 | 1 | 3 | 2 | 3  | 4  | −1  | 6  |
| Cerro Porteño          | 6 | 0 | 2 | 4 | 3  | 7  | −4  | 2  |

|                        | CER | COR | DIM | RAC |
| ---------------------- | --- | --- | --- | --- |
| Cerro Porteño          | –   | 0–1 | 1–1 | 0–0 |
| Corinthians            | 2–1 | –   | 1–0 | 2–1 |
| Independiente Medellín | 1–0 | 1–1 | –   | 0–0 |
| Racing                 | 2–1 | 0–2 | 1–0 | –   |

### Skupina 2
| Tým         | Z | V | R | P | VG | IG | +/- | B  |
| ----------- | - | - | - | - | -- | -- | --- | -- |
| São Paulo   | 6 | 4 | 1 | 1 | 9  | 2  | +7  | 13 |
| Once Caldas | 6 | 3 | 2 | 1 | 8  | 5  | +3  | 11 |
| Monterrey   | 6 | 1 | 3 | 2 | 5  | 8  | −3  | 6  |
| Nacional    | 6 | 1 | 0 | 5 | 3  | 10 | −7  | 3  |

|             | MON | NAC | ONC | SÃO |
| ----------- | --- | --- | --- | --- |
| Monterrey   | –   | 2–1 | 2–2 | 0–0 |
| Nacional    | 2–0 | –   | 0–2 | 0–2 |
| Once Caldas | 1–1 | 1–0 | –   | 2–1 |
| São Paulo   | 2–0 | 3–0 | 1–0 | –   |

### Skupina 3
| Tým          | Z | V | R | P | VG | IG | +/- | B  |
| ------------ | - | - | - | - | -- | -- | --- | -- |
| Estudiantes  | 6 | 4 | 1 | 1 | 11 | 5  | +6  | 13 |
| Alianza Lima | 6 | 4 | 0 | 2 | 12 | 7  | +5  | 12 |
| Juan Aurich  | 6 | 2 | 0 | 4 | 7  | 13 | −6  | 6  |
| Bolívar      | 6 | 1 | 1 | 4 | 3  | 8  | −5  | 4  |

|              | ALI | BOL | EST | JUA |
| ------------ | --- | --- | --- | --- |
| Alianza Lima | –   | 1–0 | 4–1 | 2–0 |
| Bolívar      | 1–3 | –   | 0–0 | 2–0 |
| Estudiantes  | 1–0 | 2–0 | –   | 5–1 |
| Juan Aurich  | 4–2 | 2–0 | 0–2 | –   |

### Skupina 4
| Tým           | Z | V | R | P | VG | IG | +/- | B  |
| ------------- | - | - | - | - | -- | -- | --- | -- |
| Libertad      | 6 | 3 | 3 | 0 | 10 | 3  | +7  | 12 |
| Universitario | 6 | 2 | 4 | 0 | 5  | 2  | +3  | 10 |
| Lanús         | 6 | 2 | 2 | 2 | 6  | 6  | 0   | 8  |
| Blooming      | 6 | 0 | 1 | 5 | 3  | 13 | −10 | 1  |

|               | BLO | LAN | LIB | UNI |
| ------------- | --- | --- | --- | --- |
| Blooming      | –   | 1–4 | 1–2 | 1–2 |
| Lanús         | 1–0 | –   | 0–2 | 0–0 |
| Libertad      | 4–0 | 1–1 | –   | 1–1 |
| Universitario | 0–0 | 2–0 | 0–0 | –   |

### Skupina 5
| Tým             | Z | V | R | P | VG | IG | +/- | B  |
| --------------- | - | - | - | - | -- | -- | --- | -- |
| Internacional   | 6 | 3 | 3 | 0 | 8  | 2  | +6  | 12 |
| Deportivo Quito | 6 | 3 | 1 | 2 | 5  | 7  | −2  | 10 |
| Cerro           | 6 | 2 | 2 | 2 | 5  | 5  | 0   | 8  |
| Emelec          | 6 | 0 | 2 | 4 | 2  | 6  | −4  | 2  |

|                 | CER | QUI | EME | INT |
| --------------- | --- | --- | --- | --- |
| Cerro           | –   | 2–0 | 0–0 | 0–0 |
| Deportivo Quito | 2–1 | –   | 1–0 | 1–1 |
| Emelec          | 1–2 | 0–1 | –   | 0–0 |
| Internacional   | 2–0 | 3–0 | 2–1 | –   |

### Skupina 6
| Tým              | Z | V | R | P | VG | IG | +/- | B  |
| ---------------- | - | - | - | - | -- | -- | --- | -- |
| Nacional         | 6 | 3 | 3 | 0 | 9  | 4  | +5  | 12 |
| Banfield         | 6 | 3 | 2 | 1 | 13 | 8  | +5  | 11 |
| Morelia          | 6 | 1 | 2 | 3 | 4  | 8  | −4  | 5  |
| Deportivo Cuenca | 6 | 1 | 1 | 4 | 7  | 13 | −6  | 4  |

|                  | BAN | CUE | MOR | NAC |
| ---------------- | --- | --- | --- | --- |
| Banfield         | –   | 4–1 | 2–1 | 0–2 |
| Deportivo Cuenca | 1–4 | –   | 2–0 | 0–0 |
| Morelia          | 1–1 | 2–1 | –   | 0–0 |
| Nacional         | 2–2 | 3–2 | 2–0 | –   |

### Skupina 7
| Tým              | Z | V | R | P | VG | IG | +/- | B  |
| ---------------- | - | - | - | - | -- | -- | --- | -- |
| Vélez Sársfield  | 6 | 4 | 1 | 1 | 10 | 5  | +5  | 13 |
| Cruzeiro         | 6 | 3 | 2 | 1 | 12 | 6  | +6  | 11 |
| Colo-Colo        | 6 | 2 | 2 | 2 | 8  | 10 | −2  | 8  |
| Deportivo Italia | 6 | 0 | 1 | 5 | 4  | 13 | −9  | 1  |

|                  | COL | CRU | ITA | VÉL |
| ---------------- | --- | --- | --- | --- |
| Colo-Colo        | –   | 1–1 | 1–0 | 1–1 |
| Cruzeiro         | 4–1 | –   | 2–0 | 3–0 |
| Deportivo Italia | 2–3 | 2–2 | –   | 0–1 |
| Vélez Sársfield  | 2–1 | 2–0 | 4–0 | –   |

### Skupina 8
| Tým                  | Z | V | R | P | VG | IG | +/- | B  |
| -------------------- | - | - | - | - | -- | -- | --- | -- |
| Universidad de Chile | 6 | 3 | 3 | 0 | 10 | 6  | +4  | 12 |
| Flamengo             | 6 | 3 | 1 | 2 | 11 | 9  | +2  | 10 |
| Universidad Católica | 6 | 1 | 4 | 1 | 5  | 5  | 0   | 7  |
| Caracas              | 6 | 0 | 2 | 4 | 5  | 11 | −6  | 2  |

|                      | CAR | FLA | UCA | UCH |
| -------------------- | --- | --- | --- | --- |
| Caracas              | –   | 1–3 | 0–0 | 1–3 |
| Flamengo             | 3–2 | –   | 2–0 | 2–2 |
| Universidad Católica | 1–1 | 2–0 | –   | 2–2 |
| Universidad de Chile | 1–0 | 2–1 | 0–0 | –   |

### Žebříček týmů na druhých místech
| Sk. | Tým             | Z | V | R | P | VG | IG | +/- | B  |
| --- | --------------- | - | - | - | - | -- | -- | --- | -- |
| 3   | Alianza Lima    | 6 | 4 | 0 | 2 | 12 | 7  | +5  | 12 |
| 7   | Cruzeiro        | 6 | 3 | 2 | 1 | 12 | 6  | +6  | 11 |
| 6   | Banfield        | 6 | 3 | 2 | 1 | 13 | 8  | +5  | 11 |
| 2   | Once Caldas     | 6 | 3 | 2 | 1 | 8  | 5  | +3  | 11 |
| 4   | Universitario   | 6 | 2 | 4 | 0 | 5  | 2  | +3  | 10 |
| 8   | Flamengo        | 6 | 3 | 1 | 2 | 11 | 9  | +2  | 10 |
| 5   | Deportivo Quito | 6 | 3 | 1 | 2 | 5  | 7  | −2  | 10 |
| 1   | Racing          | 6 | 2 | 2 | 2 | 4  | 5  | −1  | 8  |

## Vyřazovací část
Vyřazovací část se hrála systémem doma-venku. V případě rovnosti skóre rozhodovalo pravidlo venkovních gólů, které však nerozhodovalo ve finále. V případě, že pravidlo venkovních gólů nerozhodlo, přišel na řadu okamžitě penaltový rozstřel (nehrálo se prodloužení). Prodloužení by bylo užito pouze ve finále.
Postupující do vyřazovací části byli seřazeni do žebříčku (pozice 1.–8. zaujaly 1. týmy z každé základní skupiny, pozice 9.–16. zaujaly 2. týmy z každé základní skupiny). V osmifinále se utkal tým nasazený 1. s týmem 16., 2. tým s 15., atd.
Mexické týmy Guadalajara a San Luis byly nasazeny přímo do osmifinále, protože v minulém ročníku byly vyloučeny ze soutěže kvůli vypuknutí pandemie Mexické prasečí chřipky. Bylo jim ponecháno stejné nasazení, jaké by měly v minulém ročníku.

### Kvalifikované týmy
| # | Tým                  | B  | +/- | VG | VG venku |
| - | -------------------- | -- | --- | -- | -------- |
| 1 | Corinthians          | 16 | +6  | 9  | 4        |
| 2 | São Paulo            | 13 | +7  | 9  | 3        |
| 3 | Estudiantes          | 13 | +6  | 11 | 3        |
| 4 | Vélez Sársfield      | 13 | +5  | 10 | 2        |
| 5 | Libertad             | 12 | +7  | 10 | 4        |
| 6 | Internacional        | 12 | +6  | 8  | 1        |
| 7 | Nacional             | 12 | +5  | 9  | 2        |
| 8 | Universidad de Chile | 12 | +4  | 10 | 7        |

| #  | Tým            | B              | +/-            | VG             | VG venku       |
| -- | -------------- | -------------- | -------------- | -------------- | -------------- |
| 9  | Alianza Lima   | 12             | +5             | 12             | 5              |
| 10 | Cruzeiro       | 11             | +6             | 12             | 3              |
| 11 | Banfield       | 11             | +5             | 13             | 7              |
| 12 | Once Caldas    | 11             | +3             | 8              | 4              |
| 13 | CD Guadalajara | CD Guadalajara | CD Guadalajara | CD Guadalajara | CD Guadalajara |
| 14 | San Luis       | San Luis       | San Luis       | San Luis       | San Luis       |
| 15 | Universitario  | 10             | +3             | 5              | 3              |
| 16 | Flamengo       | 10             | +2             | 11             | 4              |

### Osmifinále
Zápasy se hrály v termínu od 27. dubna do 6. května.
| Domácí v 1. zápase      | Celkem         | Hosté v 1. zápase       | 1. zápas | 2. zápas |
| ----------------------- | -------------- | ----------------------- | -------- | -------- |
| San Luis FC             | 1:4            | Estudiantes de La Plata | 0:1      | 1:3      |
| CD Guadalajara          | 3:2            | CA Vélez Sársfield      | 3:0      | 0:2      |
| Universitario           | 0:0 (1:3 pen.) | São Paulo FC            | 0:0      | 0:0      |
| CA Banfield             | 3:3(v)         | Internacional           | 3:1      | 0:2      |
| Flamengo                | (v) 2:2        | Corinthians             | 1:0      | 1:2      |
| Cruzeiro Belo Horizonte | 6:1            | Nacional Montevideo     | 3:1      | 3:0      |
| Alianza Lima            | 2:3            | Universidad de Chile    | 0:1      | 2:2      |
| CD Once Caldas          | 1:2            | Club Libertad           | 0:0      | 1:2      |

### Čtvrtfinále
Úvodní zápasy hrány v termínu kolem 12. května, odvety kolem 19. května.
| Domácí v 1. zápase | Celkem | Hosté v 1. zápase    | 1. zápas | 2. zápas |
| ------------------ | ------ | -------------------- | -------- | -------- |
| Flamengo           | 4:4(v) | Universidad de Chile | 2:3      | 2:1      |
| Cruzeiro           | 0:4    | São Paulo FC         | 0:2      | 0:2      |
| Internacional      | 2:2(v) | Estudiantes          | 1:0      | 1:2      |
| CD Guadalajara     | 3:2    | Club Libertad        | 3:0      | 0:2      |

### Semifinále
Úvodní zápasy hrány v termínu kolem 28. července, odvety kolem 5. srpna.
| Domácí v 1. zápase | Celkem | Hosté v 1. zápase | 1. zápas | 2. zápas |
| ------------------ | ------ | ----------------- | -------- | -------- |
| CD Guadalajara     | 3:1    | Universidad       | 1:1      | 2:0      |
| Internacional      | 2:2(v) | São Paulo FC      | 1:0      | 1:2      |

### Finále
| 11. srpna 2010 19:50 (UTC-5) |        |                          |                                                                                |
| CD Guadalajara               | 1–2    | Internacional            | Estadio Omnilife, Zapopan diváci: 30 870 rozhodčí: Héctor Baldassi (Argentina) |
| Bautista 45+2'               | Report | Giuliano 72' Bolívar 76' | Estadio Omnilife, Zapopan diváci: 30 870 rozhodčí: Héctor Baldassi (Argentina) |

| 18. srpna 2010 22:00 (UTC-3)                     |        |                        | |
| Internacional                                    | 3–2    | CD Guadalajara         | Estádio José Pinheiro Borda (Beira-Rio), Porto Alegre diváci: 56 000 rozhodčí: Óscar Ruiz (Colombia) |
| Rafael Sóbis 61' Leandro Damião 76' Giuliano 89' | Report | Fabián 43' Bravo 90+2' | Estádio José Pinheiro Borda (Beira-Rio), Porto Alegre diváci: 56 000 rozhodčí: Óscar Ruiz (Colombia) |

| Vítěz Copa Libertadores 2010 Internacional Druhý titul |